# Yang Min-hyeok
Yang Min-hyeok (koreanisch: 양민혁; * 16. April 2006 in Gwangju, Gyeonggi-do) ist ein südkoreanischer Fußballspieler, der bei dem Premier-League-Verein Tottenham Hotspur unter Vertrag steht und derzeit als Leihspieler für Queens Park Rangers in der EFL Championship spielt.

## Karriere

### Verein
Im Jahr 2022 trat Yang in die Gangneung Jeil High School ein und begann, für den Fußballverein der Schule, eine Akademie von Gangwon FC, zu spielen. Vor der Saison 2024, als er nur noch ein Jahr von seinem Abschluss entfernt war, wurde er in die A-Mannschaft von Gangwon befördert. Er gab sein Debüt in der K League 1 am  2. März 2024 bei einem 1:1 gegen Jeju United. Bereits im folgenden Spiel gegen Gwangju FC erzielte er seinen ersten Treffer, das frühe 1:0 bei einer 2:4-Niederlage. Er wurde zum Spieler des Monats Juli 2024 in der K-Liga gewählt und war damit der jüngste Spieler, der diese Auszeichnung erhielt. In der Saison 2024 erzielte er als Stammspieler 12 Treffer in 38 Spielen und wurde mit Gangwon Vizemeister. Er wurde in das Team der Saison gewählt und zum besten Jungprofi auserkoren.
Am 28. Juli 2024 unterzeichnete Yang einen Sechsjahresvertrag bei Tottenham Hotspur, um im Januar 2025 zum Verein zu wechseln. Einen Teil des Dezembers 2024 verbrachte er auf dem Trainingsgelände des Vereins, um Englisch zu lernen. Am 29. Januar 2025 wechselte Yang auf Leihbasis für den Rest der Saison 2024/25 zum Championship-Klub Queens Park Rangers. Sein Debüt für Queens Park (und im englischen Fußball) gab er am 1. Februar 2025 bei einer 1:2-Auswärtsniederlage gegen den FC Millwall.

### Nationalspieler
Yang ist aktueller Jugendnationalspieler Südkoreas. Mit der U17-Auswahl wurde er Vizemeister bei der U-17-Asienmeisterschaft 2023 und nahm an der U-17-Weltmeisterschaft 2023 teil.